# رومر ویلیس
رومر گلن ویلیس (به انگلیسی: Rumer Glenn Willis) بازیگر آمریکایی است. وی بزرگترین دختر بروس ویلیس و دمی مور است. از فیلم‌های او می‌توان گروگان و انجمن خواهری را نام برد.